# Шихан (Башкортостан)
Шихан  (баш. Шихан) — деревня в Ишимбайском районе Башкортостана, входит в состав Урман-Бишкадакского сельсовета.
С 2005 современный статус.

## История
Статус деревня, сельского населённого пункта, посёлок получил согласно Закону Республики Башкортостан от 20 июля 2005 года N 211-з «О внесении изменений в административно-территориальное устройство Республики Башкортостан в связи с образованием, объединением, упразднением и изменением статуса населенных пунктов, переносом административных центров», ст.1:

6. Изменить статус следующих населенных пунктов, установив тип поселения — деревня:
1) в Ишимбайском районе:…

б) поселка Шихан Урман-Бишкадакского сельсовета

## Население
| 2002 | 2009 | 2010 |
| ---- | ---- | ---- |
| 6    | ↗19  | ↘11  |

Национальный состав
Согласно переписи 2002 года, преобладающие национальности русские (33 %) и башкиры (67 %)

## Географическое положение
Деревня расположена недалеко от шихана Тратау, отсюда название.
Связана с дорогой Ишимбай — Стерлитамак.
Расстояние до:
- районного центра (Ишимбай): 15 км,
- центра сельсовета (Урман-Бишкадак): 6 км,
- ближайшей ж/д станции (Стерлитамак): 17 км.

## Улицы
В деревне осталась одна улица: Озёрная.

## Достопримечательности
Рядом находится шихан Торатау и озеро Тугарсалган.
Место проведения сабантуя.